# Boris Rösner
Boris Rösner (25 de janeiro de 1951 em Opava - 31 de maio de 2006 em Kladno) foi um actor checo. Ele protagonizou o filme Poslední propadne peklu sob o director Ludvík Ráža em 1982.